# Национални поморски музеј
Национални поморски музеј (енгл. National Maritime Museum) у Гриничу, у Лондону, је водећи поморски музеј Уједињеног Краљевства и може бити највећи музеј такве врсте у свету. Историјске зграде чине део поморске Гринич светске баштине, а такође садржи Краљевске опсерваторије и Краљевску кућу из 17. века. Музеј је такође спонзорисан од стране Одељења за културу, медије и спорта. Као и други јавно финансирани национални музеји у Великој Британији, Национални поморски музеј не наплаћује улазнице, иако већину привремених изложба не сноси пријем пријава.

## Стварање и званично отварање
Музеј је основан од стране Националног Мартим Закона из 1934. године. Овај музеј се заснива на великодушним донацијама господина Џејмса Чаирда (1864—1954) Краљ Џорџ V свечано отвара музеј 27. априла 1937. године када га је његова ћерка принцеза Елизабета II, касније краљица Елизабета пратила на путовање дуж Темзе из Лондона. Први директор је био господин Џефри Календер.

## Збирка
Од најранијих времена Гринич има удружење са морима и пловидбе. То је било место за слетање Римљана, Хенри VIII је живео овде и Чарлс II је основао Краљевске опсерваторије 1675. за "проналажење дужину места". Гринич је дуго био центар за астрономске студије, док навигатори широм света су поставили своје ставове према добу дана. Музеј има најважније грађе у свету о историји Британије на мору обухвата више од два милиона артикала, укључујући и приморску уметност (и Британски и Холандски из 17. века), картографију, рукописи укључујући и службене јавне евиденције, моделе бродова, научних и навигационих инструмената, инструменти за време чувања и астрономије (заснована на Опсерваторије).
Активан програм осигурава да су предмети из колекције видљиви у Великој Британији и иностранству. Преко својих монитора, изложбе и теренске програме Музеј такође истражује наш тренутни однос са морем и будућности мора као животне снаге и ресурса.
На основу његовог упаривања са Краљевском опсерваторијом, музеј има јединствено повезивање субјеката (историја, наука и уметност) омогућавајући му да пратимо кретање и достигнућа људи и порекло и последице империје. Исход рада музеја је да постигне, за све своје кориснике у земљи и иностранству, веће разумевање британске економске, културне, социјалне, политичке и поморске историје и њене последице у свету данас.
Збирка Народног Поморског музеја обухвата предмете преузете из Немачке после Другог светског рата, укључујући неколико модела бродова и слике. Музеј је критикован због поседовања оно што је описано као Опљачкана уметност. Музеј се поштује као културни објекат који се зове ратни трофеји, уклоњени у складу са одредбама Потсдамске конференције.
Музеј додељује Чард Медаљу на годишњем нивоу у част његовог главног донатора, господина Џејмса Чаирда.

## Чард библиотека
Музеј има највећу поморску историјску референтну библиотеку на свету, укључујући више од 100.000 књига, 20.000 памфлета, 20.000 периодика укључујући 200 актуелних наслова и 8.000 ретких књига које датирају од 1474. до 1850. године. Чард библиотека је свеобухватна специјална библиотека и богат извор истраживања за све. Читаоница је отворена од понедељка до петка, 10:00-16:45, 10:00-13:00 и суботом од 14:00-16:45.
Архив и библиотека имају фантастични низ ресурса за проналажење више о поморској историји. Материјал обухвата рукописе, књиге, графиконе и мапе које датирају из 15. века и који садрже најобимнију поморску архиву у свету. Збирка се може искористити за истраживање поморске историје, историју трговачке морнарице и Краљевске морнарице и још много тога, укључујући и мерење времена астрономије. Многи од ресурса које држе су корисни за породичне историчаре.
За занимљивости и новости из колекције, погледајте Блог Чард библиотеке Архивирано на веб-сајту  (26. октобар 2015). Да би сте тражили ставке да видите у библиотеци, молимо вас региструјте се на Аеон (каталог и систем библиотеке). Тражите Каталог архиве и Каталог библиотеке.
Библиотека је произвела низ истраживања да помогне људима да спроведу своја истраживања о широком спектру тема. Водичи пружају информације о музејским збиркама и о другим изворима за истраживање поморске историје. Сазнајте више о истраживању на истраживачким водичима Архивирано на веб-сајту  (27. август 2015).

## Сајт
Музеј је званично основан 1934. године у оквиру 200 хектара Гринич Ројал Парк, а у зградама окупираних раније, пре него што се преселио у Холбрук у Суфолку. Ове зграде су претходно окупиране од стране Ројал Навал Азил пре него што је инкорпорирана у Гринич Ројал Хоспитал Скул. То укључује Краљичину кућу (део историјског парка и палате предео Мартиме Гринич која је уписана као УНЕСЦО-светска баштина 1997. године) и Гриничка опсерваторија, све до 1948. године.
Баште одмах северно од музеја су враћене у касних 1870-их након изградње тунела између Гринича и станице Хипл лавиринта. Тунел садржи део коначног дела Лондона и Гринич железнице и отворена је 1878. године.
Фламстид Кућа (1675—76.), оригинални део Краљевске опсерваторије, дизајнирао је господин Кристофер Рен и била је први наменски истраживачки објекат у Британији.
Године 1953., стара Ројалска опсерваторија постала је део музеја. Фламстид кућа, први пут је отворена за посетиоце од Краљице Елизабете 1960. године.
Краљевска кућа из 17. века, класична зграда пројектована од стране Иниго Џонса, је камен темељац за историјско "парк и палата" пејзаж поморског Гринвича.
Сви музеј објекти су накнадно надграђивани. Потпуна реконструкција главних галерија, центрирање на оно што је сада Нептунов суд, финансирани су од лутрије Фонда за баштину, завршена је 1999. године.
Краљевска кућа обновљена је 2001. године да постане срце дисплеја уметности из музеја колекције.
У мају 2007. године главни капитални пројекат Време и простор отворио је читав Ројал опсерваторијум сајт за добробит посетилаца. Од 16 милиона £ трансформација има три нове модерне галерије астрономије, четири нове галерије времена, постројења за очување збирки и истраживања, центар за учење и 120 седишта планетаријума Питер Харисон дизајниран да уведе у свет изван ноћног неба.

## Директори Националног Поморског музеја
- 1937. до 1946. - Џефри Календер
- 1947. до 1966. - Франк Џорџ Грифит Кар
- 1967. до 1983. - Базил Џек Гринхил
- 1983. до 1986. - Нил Косонс
- 1986. до 2000. - Ричард Луис Ормонд
- 2000. до 2007. - адмирал Рој Кларе
- 2007. до данас - Др. Кевин Февстер

## Чард медаља
Чард медаља је установљена 1984. године поводом обележавања педесетогодишњице Националног Мартиме Музеја. Медаља се додељује једном годишње да "појединац који је по мишљењу повереника Националног Поморског музеја, учинио упадљиво важан рад у области интереса музеја и такве природе која укључује комуникације са јаношћу." Медаља је добила име по господину Џејмсу Чарду (1864—1954), главни донатор у оснивању Националног Поморског музеја.